# Файнберг, Авраам Борисович
Авраам Борисович Файнберг (по советским документам — Аркадий Борисович Файнберг; 27 апреля 1930, Скопин, Тульский округ, Московская область, РСФСР, СССР — 20 июня 2010, Ашдод, Южный округ, Израиль) — советский, российский и израильский искусствовед, писатель, поэт. Кандидат искусствоведения (1979), доцент (1983). Заслуженный деятель искусств Татарской АССР (1987).

## Биография

### Происхождение
Аркадий Борисович Файнберг родился 27 апреля 1930 года в городе Скопин Московской области. Настоящее имя — Абрам, или Авраам. В свидетельстве о рождении был записан как Абрам, Аркадием его начала называть мать из-за передразнивания сверстниками в школьные годы, а к имени Авраам в его древнееврейском произношении вернулся уже после репатриации в Израиль.
Из древнего рода литовских евреев, выселенных царским правительством в качестве неблагонадёжных в Рыбинск в 1915 году после начала Первой мировой войны. Отец — Борис (Борух) Исаакович Файнберг, из семьи раввина, учился на шойхета, в 1929 году в возрасте 21 года репрессирован по религиозным основаниям и выслан в Скопин, затем бесследно исчез в ГУЛАГе. Мать — Хана Давидовна Ольшванг, дочь меламеда в хедере, вместе с сыном уехала вслед за репрессированным мужем в Скопин, где работала брошюровщицей в типографии. После повторного ареста мужа переехала с Абрамом к родственникам в Ленинград. Дед по отцу также был репрессирован, а родители матери в начале 1930-х годов уехали через Ригу в Палестину.
Сыну об истинной судьбе отца Хана не рассказывала и говорила лишь, что он якобы попал под поезд и погиб. Мать скончалась в 1978 году в Казани, где и похоронена. Лишь в 2002 году Файнберг впервые увидел своего отца, получив от родственников из Рыбинска фотографию 1930—1931 годов, где Борух и Хана держат на руках маленького Абрама.

### Ленинград — Казань
В Ленинграде Файнберги поселились в маленькой коммуналке на улице Воинова около Литейного проспекта, мать устроилась продавцом в овощном магазине, где работала до вечера, запирая сына-дошкольника в комнате. Ходил в среднюю школу № 191 в Дзержинском районе, где с первого класса был отличником. Также посещал детский санаторий в Удельном, где благодаря местному воспитателю заинтересовался искусством, занимался в хоре, играл на треугольнике в оркестре. По бедности семья Файнбергов не покупала журналов и газет, не имела радиоприёмника. Школьником пристрастился к катанию на самокате, который подарил ему соседский сверстник Коля, позднее погибший со всей семьёй от голода в блокаду. Пережив первый год блокады, в октябре 1942 года Абрам был вывезен вместе с матерью на барже по «дороге жизни» из Ленинграда. Затем они были эвакуированы в столицу Татарской АССР — в Казань, вместе с коллективом завода, на котором работал брат матери Мендель. Вдобавок к тяжёлой дистрофии, 12-летний Абрам заболел брюшным тифом и три месяца пробыл без сознания в детской инфекционной больнице, но в конце концов выздоровел.
Ещё в августе 1941 года ввели продовольственные карточки – разного цвета для различных продуктов. Продавщицы ножницами отрезали талоны с напечатанными названиями продуктов и сроками получения. Просроченный талон терял силу. Вместе с карточкой предъявлялся паспорт. Нормы выдачи несколько раз менялись. Наименьшая суточная норма составляла с 20 ноября 1941 года двести пятьдесят грамм хлеба на рабочего и сто двадцать пять грамм на служащего, иждивенца и ребёнка. Хлеб наполовину состоял из ржаной муки и наполовину из смеси пищевой целлюлозы, жмыха, солода, отрубей и мельничной пыли. В итоге получался кусочек тяжёлой, серой, липкой массы. Потеря карточек означала неизбежную смерть. А с каким наслаждением мы, мальчишки, грызли твёрдые кусочки дуранды – подсолнечного жмыха, и как это казалось вкусно!А. Б. Файнберг, 2008 год.
В Казани мать устроилась официанткой в рабочую столовую, где получала мизерную зарплату. Ещё с ленинградских времён увлекаясь рисованием, школьником Абрам оформил стенгазету для столовой, где от дирекции получил свой первый гонорар в размере трёхсот рублей. В шестой класс пошёл в казанскую школу № 6, которую в дальнейшем окончил с серебряной медалью, дающей право на поступление в университет без экзаменов. В школе учился на отлично, был избран редактором школьной стенгазеты, его сочинения неоднократно признавались образцовыми в классе, также вёл дневник, куда записывал свои впечатления и переживания. Будучи лишённым отца, зачитывался художественной литературой в качестве средства самовоспитания, особо любил произведения А. Н. Макаренко и Н. А. Островского, а также роман «Мартин Иден» Дж. Лондона, повторяя вслед за М. Горьким, что «всем хорошим в себе я обязан книгам». В юности часто сталкивался с проявлениями бытового антисемитизма, давал отпор тем, кто пренебрежительно отзывался о евреях, рассказывая в дальнейшем, что его тогда вдохновляла смелость Павла Корчагина, сумевшего усмирить разъярённых мешочников.
В 1949 году поступил на отделение русского языка и литературы историко-филологического факультета Казанского государственного университета имени В. И. Ульянова-Ленина, который окончил в 1954 году с отличием. Учился в одной группе с Р. А. Мустафиным и И. П. Золотусским, в будущем известными писателями. В университетские годы продолжил заниматься рисованием, выполнял правдоподобные портреты студентов и студенток, был редактором групповой стенгазеты «Молния» и членом редакции факультетской стенгазеты. В 1952 году стал членом Всесоюзного общества «Знание», в дальнейшем значительно преуспев в лекторской работе. Также увлекался спортом, занимался в различных секциях по гимнастике, боксу, борьбе, футболу, фехтованию, особо полюбил лёгкую атлетику, был чемпионом университета по прыжкам в высоту с шестом, получил второй разряд в шахматах и был капитаном шахматной команды историко-филологического факультета. В составе университетской группы спортсменов совершил многодневный лыжный переход от Казани до Ульяновска, за что получил звание «Турист СССР», в дальнейшем самостоятельно обучился плаванию, ходил в турпоходы, занимался горными восхождениями.
После получения образования по распределению был направлен в железнодорожную школу станции Кувандык Оренбургской железной дороги, где преподавал русский язык и литературу в четырёх параллельных класса, а также был назначен классным руководителем 8-го «А» класса, с которым ставил школьные спектакли. По прошению заведующей кафедрой русской литературы доцента К. А. Назаретской в том же 1954 году Файнберга, как проявившего большие способности к научно-исследовательской работе, рекомендовали к поступлению в заочную аспирантуру по специальности «советская литература» решением председателя учёного совета историко-филологического факультета Казанского университета Ш. М. Еналеева. Приехав из Кувандыка в Казань, Файнберг сдал на отлично все три экзамена по основам марксизма-ленинизма, английскому языку и русской литературе, однако в аспирантуру «не прошёл по конкурсу». Позже Файнберг ещё три раза безуспешно сдавал экзамены в аспирантуру, как на кафедре литературы, так и педагогики, пока секретарь отдела аспирантуры ему из сочувствия не сказала, что проблема заключается в записи о еврейском происхождении в пятом пункте анкеты. Не сумев устроиться учителем или журналистом, в дальнейшем перебивался случайными заработками, работал грузчиком на разгрузке товарных вагонов и на мыловаренной фабрике, а также нерегулярно сотрудничал с публикациями «на злобу дня» в местных газетах.

### Научно-исследовательская и педагогическая работа
Наконец, по протекции университетского товарища, Файнберг занял должность старшего пионервожатого старших классов в престижной школе № 2, фактически став заместителем директора А. С. Мильграма по воспитательной работе, наряду с чем возглавлял учительскую комсомольскую организацию, а также преподавал русский язык и литературу. Поняв бессмысленность дальнейших попыток встроиться в официальную науку, в 1959 году Файнберг принят экскурсоводом по картинной галерее Государственного музея ТАССР, от которого затем отделился Государственный музей изобразительных искусств ТАССР, где он до 1972 года работал старшим научным сотрудником. В частности, в 1960—1962 годах участвовал в подготовке первой экспозиции дома-музея И. И. Шишкина, созданного в качестве филиала ГМИИ ТАССР. Параллельно, в 1960—1966 годах учился на заочном отделении факультета теории и истории искусств Ленинградского института живописи, скульптуры и архитектуры имени И. Е. Репина Академии художеств СССР, где специализировался на теории и истории искусства, защитив дипломную работу «Художники Татарии в годы Великой Отечественной войны» под руководством доцента В. И. Раздольской с присвоением квалификации искусствоведа. В период учёбы активно знакомился с богатым художественным наследием бывшей столицы Российской империи, многократно посещал Эрмитаж, Русский музей, Этнографический музей, другие музеи пригородов Ленинграда, как, например, Петергофа, Пушкина, Павловска, Гатчины, Ораниенбаума.
В 1967 году вступил в КПСС. В мемуарах жены описывается как «живой наследник лучших проявлений той чистой и честной созидательной идеологии, которую заложили отцы-основатели коммунизма и их предшественники», при этом она указывает следующее: «Ведь мы оба вступали в партию не ради карьеры, которую и не делали, а по убеждениям, изначально чистым. Не наша вина, что чинуши и партократия опоганили и дискредитировали благородные идеи». В 1971 году стал членом Союза художников СССР. С 1971 года был членом пресс-группы выставки «Большая Волга», повышал свою квалификацию в домах творчества СХ СССР «Челюскинская» (1969, 1974) и «Паланга» (1972), неоднократно выезжал с передвижными выставками, экскурсиями и лекциями по изобразительному искусству в районы Татарстана. Являлся руководителем искусствоведческой секции Союза художников ТАССР (1971—1978), вёл семинарские занятия с казанскими художниками, читал просветительские лекции, писал статьи о русском и татарском изобразительном искусстве для республиканской и общесоюзной периодики, был автором ряда радиопередач, а также цикла программ «В мире прекрасного» на казанском телевидении.
В 1972 году перешёл на работу в казанский филиал Ленинградского института культуры, в дальнейшем преобразованный в Казанский государственный институт искусств и культуры, где дослужился до старшего преподавателя кафедры литературы и истории искусств. Значительное внимание уделял совершенствованию педагогического мастерства, изучал и штудировал соответствующие сочинения Н. А. Добролюбова, В. Г. Белинского, Н. Г. Чернышевского, Л. Н. Толстого, Д. И. Писарева, К. Д. Ушинского, В. А. Сухомлинского, Я. А. Коменского, Ж.-Ж. Руссо, И. Г. Песталоцци, И. Ф. Гербарта, А. Дистервега. Преподавая искусствоведческие дисциплины и эстетику, никогда не следовал конспекту, рассказывая так живо и красочно об искусстве, что быстро стал любим студентами. Одновременно с чтением лекций на двенадцати разных факультетах, также активно занимался общественной деятельностью, избирался парторгом кафедры, вёл семинарские занятия с преподавательским составом, по проблемам научно-технической революции, был председателем институтской организации общества «Знание» (1975—1982). В 1978 году самостоятельно и без прохождения аспирантуры получил степень кандидата искусствоведения, защитив диссертацию на тему «Изобразительное искусство Татарии. Живопись. Графика. Скульптура» под научным руководством доктора искусствоведения В. И. Плотникова в Академии художеств СССР в Ленинграде, где получил только один голос «против» на обсуждении в учёном совете.
В 1983 году получил учёное звание доцента. В дальнейшем подготовил докторскую диссертацию о советской сюжетно-тематической картине 1960—1980 годов, которая по протекции ректора института Р. А. Шамсутдиновой обсуждалась во Всесоюзном научно-исследовательском институте искусствознания при Академии художеств СССР в Москве. Файнбергу предложили доработать вступительную часть готовой диссертации, детально рассмотрев историю вопроса начиная с 1920-х годов, что фактически означало написание ещё одной диссертации. В 1984 году новый вариант диссертации под названием «Проблемы развития советской живописи» был одобрен учёным советом сектора искусств народов СССР при ВНИИ, однако ввиду начавшейся перестройки и проблем со здоровьем у Файнберга её защита была отложена, так и не состоявшись. Из-за перегрузки работой, связанной с маленькой заработной платой и противодействием по национальному признаку со стороны заведующей кафедрой, в 1984 году перенёс инфаркт миокарда. В 1987 году был удостоен почётного звания заслуженного деятеля искусств ТАССР, что произошло лишь после долгого хождения соответствующих представлений и документов по различным инстанциям.

### В Израиле
После прихода в институт нового руководства, был переведён на полставки, а в 1994 году уволен на пенсию по распоряжению ректора Р. К. Беляева, с которым имел долгий конфликт. Вслед за эмигрировавшими детьми, в 1995 году отправился из Казани на поезде в Москву, откуда вместе с женой вылетел в Израиль — в аэропорт имени Бен-Гуриона, и, погостив у дочери в Лоде, осел в Ашдоде. В это время болел тяжёлой формой диабета, был инвалидом второй группы по общему заболеванию и первой группы из-за потери зрения, но в дальнейшем излечился после двух операций, проведённых в израильской глазной клинике. Фактически не имея возможности передвигаться из-за слепоты, тем не менее продолжил писать при помощи жены, в дальнейшем быстро встав в строй и наладив творческую деятельность, во многом благодаря уже имевшимся наработкам. В первые годы после репатриации, в период 1995—2001 годов, выпустил в свет в общей сложности двенадцать книг поэзии и прозы, став также публиковаться в израильской периодической печати и альманахах. Также был членом редакционных коллегий израильских русскоязычных журналов «Русское эхо» (с 2004 года) и «Мысль» (с 2006 года), в которых публиковался со своими материалами на тему искусства.
Моя поэзия — это вклад в возрождение национальной культуры, стремление восстановить связь времён. В силу превратной исторической судьбы мировая еврейская литература создаётся на разных языках, в том числе и на русском. При этом происходит взаимовлияние национальных культур, обогащающее мировую сокровищницу… Хотя режим, в котором я вырос, превратил меня в манкурта, тем не менее в условиях демократизации и гласности гены ожили.А. Б. Файнберг, 1995 год.
Первый поэтический сборник «Формула счастья» опубликовал ещё в Казани в 1995 году. В 1997 году стал членом Союза русскоязычных писателей Израиля. В 1999 году передал свои библиотеку и архив, в том числе книги, рецензии, фотографии, материалы по истории и теории изобразительного искусства, а также машинопись докторской диссертации, в дар Национальному культурному центру «Казань», где был учреждён «Фонд А. Б. Файнберга». Всего, является автором более трёхсот научных публикаций по вопросам искусства, включая монографии, а также 25 книг поэзии и прозы, изданных в Казани, Москве, Тель-Авиве и Ашдоде. Принимал участие в общественной жизни Ашдодского комитета Союза ветеранов Второй мировой войны и их семей в Израиле, был членом Всеизраильского союза ветеранов Второй мировой войны — борцов против нацизма, активно выступал в городах и посёлках Израиля на творческих встречах с читателями в качестве лектора о жизни и деятельности поэтов и художников.
Авраам Борисович Файнберг скончался 20 июня 2010 года в Ашдоде. Встав с больничной койки, он прошёл несколько шагов и упал, умерев от остановки сердца. Файнбергу шёл 81 год. Похоронен на Ашдодском кладбище, где в том же году был установлен надгробный памятник. В 2011 году израильским журналом «Русское литературное эхо» в память о Файнберге был учреждён Международный конкурс малой прозы его имени.

## Очерк творчества

### Искусствоведение и критика
Является автором книг «Казанские „Окна Сатиры“, 1941—1945» (1961), «Политический плакат казанских художников, 1941—1945» (1965), «Художники Татарии» (1983), «Лотфулла Фаттахов» (1990). С искусствоведческими работами начал публиковаться в 1959 году, а с начала 1960-х годов вёл большую работу по пропаганде изобразительного искусства Татарстана, совмещая её с научно-исследовательской и педагогической деятельностью. Большую ценность имеет каталог «Казанские „Окна Сатиры“, 1941—1945» (1961), посвящённый истории казанского политического плаката в годы Великой Отечественной войны, и шире — творчеству казанских художников военного времени, главным образом в области их графического наследия и фронтовых рисунков. Так, С. М. Червонная ставит в заслугу Файнбергу то, что он тщательно проанализировал, артибутировал и опубликовал почти все выпуски казанских «Окон сатиры», в общей сложности — 127 номеров, обобщив в дальнейшем этот опыт работы казанских художников над военным политическим плакатом в монографии «Политический плакат казанских художников, 1941—1945» (1965).
В дальнейшей искусствоведческой работе обратился к такому вопросу, как постепенный подъём графики в Татарстане 1950—1960-х годов, в первую очередь — эстампа. Сумев своевременно приметить и оценить творчество ещё таких молодых художников, как В. В. Карамышев, Л. А. Потягунин, И. Л. Язынин, Т. Г. Хазиахметов, И. К. Ахмадеев, В. Б. Зелинский, Файнберг выявил значение этих мастеров для послевоенного профессионального роста казанской станковой и книжной графики. Будучи связанным теснейшим образом с современным ему художественным процессом, Файнберг в своих трудах широко осветил работу таких живописцев республики, как Л. А. Фаттахов, В. И. Куделькин, А. М. Родионов, В. Н. Скобеев, И. К. Зарипов, В. К. Фёдоров, Н. Д. Кузнецов, М. У. Усманов, С. О. Лывин. Ряд статей он посвятил Б. И. Урманче, став автором очерков о его жизни и творчестве, о работе этого татарского мастера как в скульптуре, так в живописи и графике.
Отличаясь многогранностью творческих интересов, широтой эрудиции, пристальным вниманием ко многим важным проблемам татарстанского искусства, Файнберг внёс значительный вклад в разработку многих искусствоведческих вопросов. Обобщающим итогом его многолетней исследовательской работы по изучению творчества художников Татарстана стал труд «Художники Татарии» (1983), выпущенный в Ленинграде издательством «Художник РСФСР» и в котором история изобразительного искусства республики рассмотрена с древнейших времён до 1980 года. Монументальная монография сопровождена большим количеством цветных и тоновых иллюстраций, отпечатанных на хорошего качества мелованной бумаге, помимо значительного справочного аппарата с краткими биографиями более двухсот художников, составленными грамотно, сжато, но и с достаточной полнотой — именно за эту работу Файнберг был удостоен звания заслуженного деятеля искусств Татарской АССР.
С начала 1980-х годов Файнберг стал работать над более широкими теоретическими проблемами развития советской сюжетно-тематической картины, а также взаимодействия национальных культур народов СССР. Значительную работу он провёл на ниве изучения и популяризации творчества ведущих мастеров советской татарской живописи, среди которых центральное место отдавал Х. А. Якупову, посвятил ему ряд монографических изданий, статей, буклетов, подборок репродукций, с воодушевлением описывал полотна художника при обзоре новых выставок. Файнберг является автором монографического очерка об Б. М. Альменове (1988), который был первоначально заказан в виде книги, но вышел в заглавном виде для альбома с воспоминаниями друзей и коллег, изданном Татарским книжным издательством. Несмотря на довольно низкое качество репродукций, положительно был встречен выход книги о Л. Фаттахове (1990), о котором, по словам родных художника, лучше Файнберга никто не написал.

### Художественная литература
Файнберг оценивается как глубоко национальный еврейский поэт и прозаик, писавший на русском языке, при том, что всё его творчество, специфика произведений и характер восприятия таковых читателем свидетельствует об обращении ко всему человечеству, как к евреям, так и к неевреям. Автор сборников стихов и поэм «Формула счастья» (1995), «Еврейское сердце» (1997), «Сквозь тернии к звёздам», «Хрупкий мир», «Гимн любви», «Солнце на ладонях» (все — 1999), «Душа поэта» (2007), «Мой Израиль» (2008); автобиографического романа «Еврейские гены» (1998), дилогии «Сверхдержава Авраама» (1998, в двух томах — «От Москвы до Казахстана», «От Петербурга до Тавриды»), дилогии «Искры прекрасного. Новеллы о шедеврах мирового искусства» (1999, в двух томах — «От Египта до Японии», «От Франции до США»); сборников басен «Басни» (2001) и «Избранные басни» (2001); художественно-искусствоведческого труда «Кистью, резцом, пером. К 60-летию Великой Победы» (2005), сборника литературоведческих очерков «Негасимый свет» (2007), мемуаров «Памятные встречи на Земле Обетованной» (2007), двухтомника «Душ золотые россыпи» (2010). На стихи Файнберга написано более двадцати песен, в частности, в Израиле вышли диски «Гимн любви» и «Встреча» с текстами, положенными на музыку композиторами Э. Казачковым и И. Прудниковой.
Критики уже писали о том, как своеобычный литератор Авраам Файнберг освобождался от «новояза» времен сверхдержавы. Иные – сохраняющие освистанную временем критериальность критики — недавно потребовали ссадить Файнберга с Пегаса. Дескать, поэтическая мантия ему слишком коротка. И впрямь мала, только не его собственная, а та, что предписывалась модой совкового гардероба. Файнберга надо судить по законам его собственной эстетики. Не надо пытаться изменить чужой облик. Между тем бранят его рифмованный стих за «недостаток», который поэт мог бы исправить без особого труда в угоду критикам, любящим слышать дурное слово о других… В действительности, как правило, ни одно слово в произведениях Файнберга нельзя изменить, не испортив целого… Мы вправе ожидать ощутимое движение вперед, при том несомненном факте, что Файнберг удержался на уже достигнутых вершинах. «Не следует мучить писателя утонченным истолкованием, — писал Фридрих Ницше, — нужно просто довольствоваться ещё не полной ясностью его горизонта. Мы стоим на пороге; ждем, как при раскопке клада».Валентина Митник, 2004 год.
Первой поэтической книгой Файнберга стал сборник «Формула счастья» (1995), в котором, помимо традиционной любовной, пейзажной и философской лирики, он представил одноимённую поэму-диспут, посвящённую проблематике еврейского национального сознания, где десять ораторов ведут между собой полемику о предназначении человека и сущности его счастья. В следующую книгу «Еврейское сердце» (1997) вошли публицистическая поэма «Хрупкий мир», а также героико-поэтический эпос «Евреи», где Файнберг одновременно с ростом собственного национального самосознания попытался отобразить историю еврейского народа за четыре тысячи лет. Сборники «Сквозь тернии к звёздам», «Хрупкий мир», «Гимн любви», «Солнце на ладонях» (все — 1999) объединены единым тематическим принципом — тогда как в первую книгу вошли стихотворения о судьбе евреев и Израиля, остальные три собрали в себе новые и уже опубликованные поэтические циклы о проблемах войны и мира, о красоте и силе любви, о призвании поэта и роли искусства в жизни общества. Свой вклад Файнберг внёс и юмористическую литературу, в частности, став автором книги «Басни» (2001) с собственными рисунками, в которой было собрано 440 басен на различные темы. Вариант книги, включивший в себя 318 басен, был в том же году в качестве избранного издан Татарским книжным издательством.
Поэтическому творчеству Файнберга присуще историко-философское направление. Так, в поэме «Евреи» он стремится к эпичности, даёт широкую картину трагической истории еврейского народа. Язык постоянно меняющихся сцен предельно экспрессивен и лаконичен, Файнберг избегает риторики, но вводит в речевую фактуру стиха опорные слова, несущие смысловую нагрузку, проводя мысль о том, что кочевая душа еврея ищет не пристанище, а дом. В поэмах «Формула счастья» и «Хрупкий мир» он также выстраивает фабулу из нескольких действий, отличающихся друг от друга тональностью, но вместе с тем взаимосвязанных и взаимозависимых. Как и в «Евреях», где каждый ответственен за прошлое, настоящее и будущее, здесь история предстаёт как единое действие, не ограниченное жизнью конкретного индивида. Файнберг публицистически доносит до читателя то, что Земля стоит на распутье, а человечеству  нужно найти способ прийти к согласию чтобы не стать вымирающим видом. Говоря о таких простых истинах, поэт не стремится к высотам поэтического слова, но достигает естественности чувства, где простота является крайним пределом мастерства. Поэтика Файнберга близка и к живописи, замысел произведения раскрывается с помощью композиции и колорита, в чём критикам видится влияние профессиональных интересов автора как историка и теоретика искусства. Не утомляя читателя описанием малозначительных событий или отцветших образов, Файнберг ратует за высокую духовность жизни, в целом его стихам присущ романтический максимализм, идеалистическое донкихотство, в особенности при взгляде на историю родного народа.
Мои песни взлетят, словно ветер,

Сея разум, добро меж людей.

Пусть на нашей особой планете

Будет больше прекрасных идей.
Мои песни — как старт космонавта,

Увлекут за собой далеко.

Синтез мудрый призывов из завтра

И заветов минувших веков.
Мои песни — огонь Прометея.

Разлетаются искры вокруг.

Истребить враг открыто не смеет.

И надёжно стоит рядом друг.
Мои песни — отчасти в оковах.

Их подъём предстоит впереди.

Потому воля сжата сурово

И пружиною — сердце в груди.
Знаю: жду огорченья, напасти,

И немало протянется лет,

Расцветёт всё же ярко на счастье

Моих песен крылатый букет.
Тяготея к прозе, Файнберг стал автором автобиографического романа «Еврейские гены» (1998), в котором представил читателю картину жизни двух потомков еврейских семей из черты оседлости, а в целом — сагу о трёх поколениях советских евреев. Показав, по собственным словам, то, «как капля за каплей переполнялась чаша терпения, как оскорблял и угнетал государственный и бытовой антисемитизм, разжигаемый и лицемерно маскируемый переродившейся советской власть, как оживали древние гены и возрождалось еврейское самосознание», Файнберг на основе сохранившихся документов, выдержек из дневников и переписок главных действующих лиц выстроил эпическое произведение о времени и о себе. По словам доктора филологических наук Г. Б. Окуня, как вдумчивому наблюдателю и участнику описываемых событий автору удалось воссоздать подробности жизни Файнбергов и Хайкинсонов на протяжении 80 лет, достаточно убедительно продемонстрировав читателю как логику диалогов, так и высокую патетику образов.
Одновременно Файнберг выпустил ещё более масштабный труд — дилогию «Сверхдержава Авраама» (1998), разделённую на два тома «От Москвы до Казахстана» и «От Петербурга до Тавриды». В этой работе он рассказал о контактах с яркими представителями различных видов искусства из разных регионов, о творческих командировках по различным уголкам гигантской страны, о своих впечатлениях от знакомства с национальным и культурным многоцветьем в самых отдалённых республиках, в которых приходилось бывать по долгу работы. Не затирая проявления антисемитизма, Файнберг тем не менее попытался пропеть гимн всему тому хорошему, что было в СССР, от наивысшего подъёма в 1960-х годах и до самораспада, в связи с чем книга представляется своеобразным его прощанием с ушедшей в историю страной. По словам А. Д. Дементьева, Файнберг «написал нужную книгу, которая в эпоху попрания культуры и замены подлинного искусства суррогатом должна затронуть в душах людей естественную тягу к прекрасному».
В следующей дилогию «Искры прекрасного. Новеллы о шедеврах мирового искусства» (1999) в двух томах «От Египта до Японии» и «От Франции до США» Файнберг вернулся к искусствоведению, рассказав об особо ценимых им произведениях изобразительного искусства и архитектуры. Собрав в каждой книге по 36 новелл о шедеврах мастеров искусства Древнего Египта, Греции и Рима, Средневековья, итальянского Возрождения, Голландии, Испании, Индии, Китая и Японии, так и Франции, Швеции, Дании, России, Татарстана, Казахстана, Литвы, Мексики, США, особый упор он сделал на сюжеты из еврейской истории, уделив большое внимание творчеству знаменитых художников-евреев. Итогом ряда искусствоведческих публикаций стал и выход книги «Кистью, резцом, пером. К 60-летию Великой Победы» (2005). Указав, что «опасность возрождения нацизма не исчезла полностью даже после военного поражения гитлеровской Германи и её союзников», Файнберг поставил перед собой целью напомнить читателю то, как обличали «коричневую чуму» мастера искусств разных стран мира. В книге был собран ряд очерков о живописцах, скульпторах и графиках, представителях антифашистского изобразительного искусства, так и собственные прозаико-поэтические произведения Файнберга, посвящённых теме борьбы искусства против нацистского и фашистского террора.
Продолжением размышлений Файнберга о борьбе искусства с глобальным террором стал выход книги «Негасимый свет» (2007), в котором он сосредоточился на судьбах литературы в современном обществе и в перспективе. В сборник вошло 64 литературоведческих очерка о классиках мировой литературы, где автор довольно лапидарно рассказывает о собственных впечатлениях от конкретных литературных произведений и от творчества писателей в целом, делая доступным и понятным читателю всё великое и доброе в искусстве. В следующую книгу «Душа поэта» (2007) были помещены уже опубликованные поэмы «Евреи», «Хрупкий мир» и «Формула счастья», а также «Баллада о хромом певце Тиртее», «Баллада о подвиге Ленинграда» и «Баллада о жажде жизни». В новом труде «Памятные встречи на Земле Обетованной» (2007) Файнберг продолжил рассказ о своих творческих связях с выдающимися представителями культуры и искусства, но ограничил тематику книги тем кругом знакомств, образовавшимся после репатриации в Израиль. Последняя книга Файнберга — двухтомник «Душ золотые россыпи» (2010), написанный совместно с женой — также включил в себя как прозаико-поэтические произведения, так и рецензии о творчестве известных литераторов и художников.
Первые книги Авраама Файнберга были написаны ещё в советское время, когда лингвистическая методология основывалась на двоемыслии. Господствовала конформистская лексика, так называемый «вторичный язык». Сопротивление двоемыслию для щепетильного и неисправимо честного Файнберга выразилось в том, что он уже тогда в годы идеологической семантики слова научился отсекать ложное звучание речи от истинного, расширять диапазон звучания правдивого слова. В Израиле Файнберг продолжил работу по реабилитации исконного смысла целомудренной русской речи и его первородной красоты. Голос Файнберга-поэта и тогда, и сейчас остаётся столь же чистым как лепетание ручья или шелест волнующейся нивы… Файнберга-поэта часто опережает собственная натура, дарящая ему идеи и воздействие на других. Он дал русской речи моральную силу и смелость живописать судьбу еврейского народа. Этой смелостью нельзя не надивиться. Для барда еврейского народа Авраама Файнберга поэзия является музой внутреннего служа. Он предвидит и предсказывает будущее нашего народа и нашего государства.Г. Б. Окунь, 2007 год.

## Награды
- Почётное звание «Заслуженный деятель искусств Татарской АССР» (11 декабря 1987 года, указом Президиума Верховного Совета Татарской АССР) — за заслуги в научном исследовании и пропаганде изобразительного искусства Татарии[96][97].
- Медаль «За доблестный труд. В ознаменование 100-летия со дня рождения Владимира Ильича Ленина» (1970 год)[3].
- Знак «Жителю блокадного Ленинграда» (1990 год)[98].
- Медаль «Борец с нацизмом» (2000 год)[99].
- Юбилейная медаль «65 лет Победы в Великой Отечественной войне 1941—1945 гг.» (2010 год)[100].
- Лауреат I Международного конкурса русской поэзии в Израиле (2006 год)[2].
- Золотая медаль «За вклад в развитие русской культуры и искусства в Израиле» от Международной ассоциации учёных, деятелей культуры и искусства Содружество (2010 год, посмертно)[101].

## Личная жизнь
Жена — Ольга Натановна (урожд. Хайкинсон, род. 1935), из семьи эвакуированных, выпускница историко-филологического факультета Казанского университета, член Союза журналистов СССР, соавтор своего мужа, исследователь его творческого наследия. Поженились в 1958 году, первая беременность окончилась выкидышем из-за переживаний за научную карьеру Файнберга. Прожили вместе 52 года, вырастили троих детей: Дмитрий (род. 1959), Елена (род. 1962), Леонид (род. 1972). Также имели шестерых внуков.